# World Series of Poker 1981
De World Series of Poker 1981 werd gehouden in de Binion's Horseshoe in Las Vegas van 7 mei t/m 24 mei. Het was de 12de editie van de World Series of Poker, het grootste pokerevenement ter wereld.

## Toernooien
| Event                        | Winnaar                         | Prijs   | Tweede          |
| ---------------------------- | ------------------------------- | ------- | --------------- |
| $1.000 Draw High             | Ed Barmach                      | $18.000 | Jackie Mills    |
| $600 Mixed Doubles           | Frank Cardone & Juanda Matthews | $7.800  | Onbekend        |
| $1.500 No Limit Hold'em      | Fredric David                   | $96.000 | Doug D. Johnson |
| $1.000 Seven Card Stud       | Sid Gammerman                   | $52.000 | Onbekend        |
| $400 Ladies' Seven Card Stud | Ruth Godfrey                    | $17.600 | Jackie Jean     |
| $1.000 Seven Card Razz       | Bruce Hershenson                | $34.500 | Bob Ross        |
| $1.000 Seven Card Stud Split | Johnny Moss                     | $33.500 | Ralph Bidwell   |
| $5.000 Seven Card Stud       | A. J. Myers                     | $67.500 | Eric Drache     |
| $2.500 Ace to Five Draw      | Mickey Perry                    | $46.250 | Jack Straus     |
| $1.000 No Limit Hold'em      | Dody Roach                      | $81.000 | Onbekend        |
| $1.000 Ace to Five Draw      | Glen Rodgers                    | $44.000 | Rich Morrella   |
| $10.000 Deuce to Seven Draw  | Stu Ungar                       | $95.000 | Bobby Baldwin   |

## Main Event
Het Main Event was het grootste toernooi van de WSOP van 1981. Het is een 10.000 dollar No-Limit Texas Hold'em toernooi. De winnaar van dit toernooi wordt gezien als de officieuze wereldkampioen poker. Er deden in totaal 75 spelers mee.

### Finaletafel
| Positie | Naam          | Prijs    |
| ------- | ------------- | -------- |
| 1       | Stu Ungar     | $375.000 |
| 2       | Perry Green   | $150.000 |
| 3       | Gene Fisher   | $75.000  |
| 4       | Ken Smith     | $37.500  |
| 5       | Bill Smith    | $37.500  |
| 6       | Jay Heimowitz | $30.000  |